# Moravský zemský strom
Moravský zemský strom je významný strom. Nachází se na louce u silnice II/312 na levém břehu řeky Morava na území obce Malá Morava v okrese Šumperk v Olomouckém kraji. Geograficky se také nachází v pohoří Hanušovická vrchovina na Moravě.

## Historie a popis
Moravský zemský strom - Jilm - vysadil spolek Království Králického Sněžníku dne 31. srpna 2018 u příležitosti oslav 100 let vzniku Československa. Památník, resp. pamětní deska u místěná na 2 kamenech poblíž stromu, byl odhalen dne 7. srpna 2021. Místo zasazení stromu bylo zvoleno nedaleko od hranice Olomouckého a Pardubického kraje, tj. nedaleko zemských hranic Moravy.

### Nápis na pamětní desce
| „ | ZDE ČLENOVÉ SPOLKU KRÁLOVSTVÍ KRALICKÉHO SNĚŽNÍKU VYSADILI 31.08.2018 ZEMSKÝ MORAVSKÝ STROM SPOLEK MORAVANÉ ŠUMPERSKA Z.S. SLÉVÁRNA ZÁBŘEH S.R.O. | “ |

## Galerie

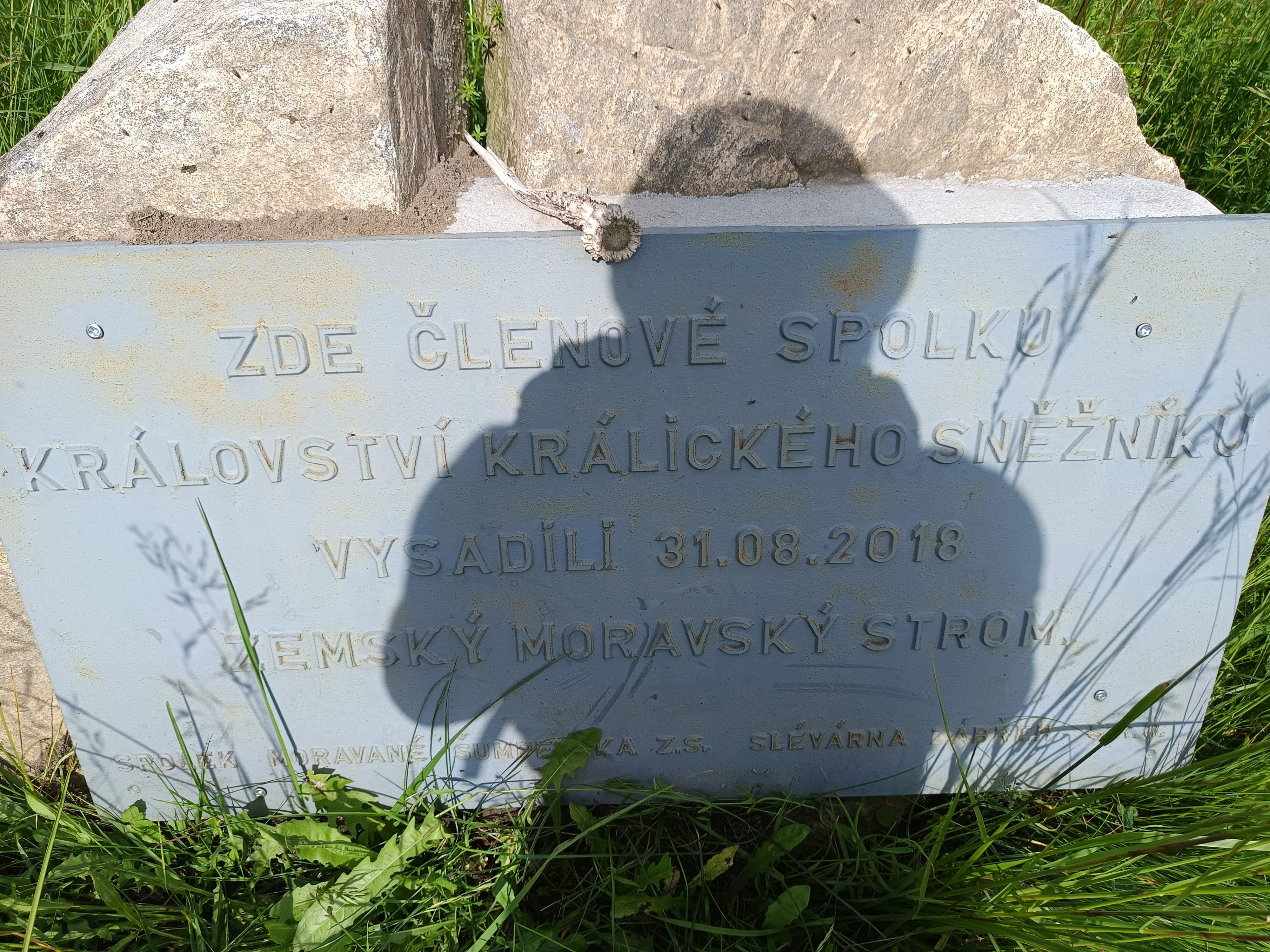
Pamětní deska